# Kinetics & One Love

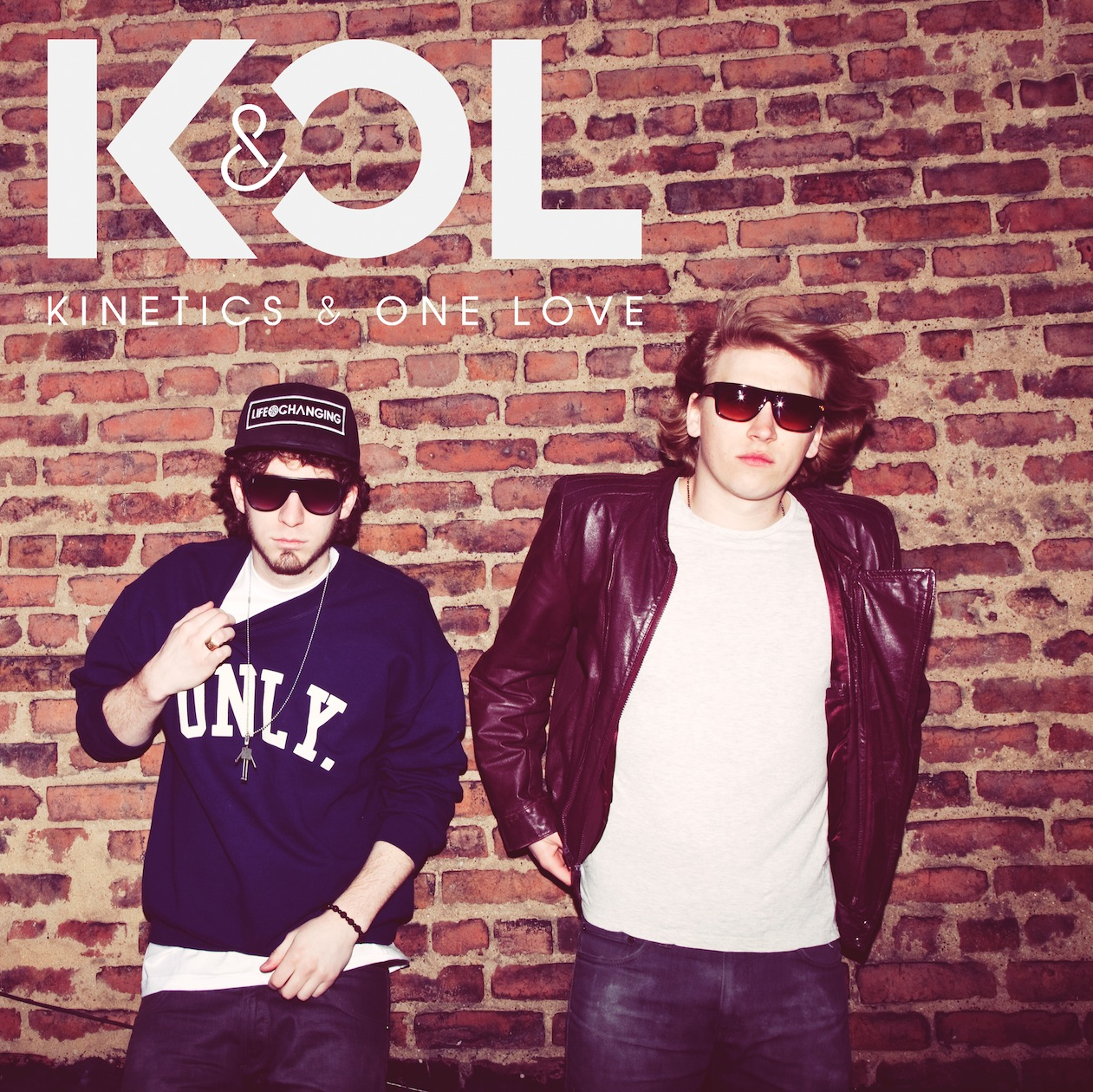
Image for Kinetics & One Love

Jeremy "Kinetics" Dussolliet e Tim "One Love" Sommers é um grupo de hip-hop e duo de composição de Nova Iorque. Eles fizeram sua estreia comercial como compositores em 2010, fazendo o refrão do single "Airplanes", de B.o.B. Como compositores e produtores, trabalharam com Neon Hitch, e atualmente escreveram e produziram algumas faixas do Cry Baby, álbum de estreia da cantora Melanie Martinez.